# Clinton River (Waiau River)
Der Clinton River ist ein Fluss in Neuseeland, der in den Fiordland Ranges entspringt und dessen Wasser letztlich zur Südküste der Südinsel fließt.

## Geographie
Der Fluss trägt den Namen erst wenige Kilometer vor der Mündung, davor schließt er mit dem etwa 15 km langen Clinton River North Branch und dem etwa 13 km langen Clinton River West Branch eine Bergkette im Süden der Wick Mountains beinahe vollständig ein, deren Nordwestende der 1847 m hohe Mount Balloon bildet. Der Fluss nimmt das Wasser zahlreicher Bäche auf, in deren Verlauf verschiedene Wasserfälle liegen, wie die etwa 420 m hohen Hirere Falls. Er mündet in das Nordende des Lake Te Anau, der über den Waiau River in die Foveauxstraße entwässert.
Am West Branch und dem Clinton River entlang verläuft der über den Omanui / McKinnon Pass kommende Milford Track.

## Geschichte
Den Namen erhielt der Fluss 1863 von James McKerrow, der diesen per Boot vom Lake Te Anau aus erkundete.